# Topmodell (teleregény)
A Topmodell (Top Model) egy 1989-es brazil televíziós sorozat, teleregény.

## Történet
A sorozat főszereplője Maria Eduarda, akit mindenki csak Duda (Malu Mader) néven, egy topmodell, aki a Covery cégnél dolgozik. A munkája során ismerkedik meg Gaspar és Alex Kunderával, a cég tulajdonosaival.
Gasparnak (Nuno Leal Maia) nagy családja van, aki egy ősi hippi és a szörfös, öt gyermeke van, akiket híres művészekről nevezett el: Elvis Presley, Ringo Starr, Jane Fonda, Olivia (exfeleségének örökbefogadott lánya) és John Lennon.
A gonosz üzletember Alex Kundera (Cécil Thiré), Gaspar öccse, aki teljesen más személyiség: egy yuppie, akinek van egy vicces fia, Alex Jr. Alex és Gaspar között egy fajta szeretet-gyűlöleten alapuló testvéri rivalizálás van, hogy édesanyjuk Morgana (Eva Todor) figyelméért és a cégért harcoljanak.
Duda beleszeret Lucasba, a grafiti művészbe, aki Sao Pauloból menekült el a rendőrség elől. Másik célja, hogy megtalálja vérszerinti apját, aki szerinte vagy Alex vagy Gaspar. A helyzetet bonyolítja hogy Alex is szerelmes Dudába.

## Szereplők
| - Malu Mader – Maria "Duda" Eduarda magyar hangja Kiss Erika - Nuno Leal Maia – Gaspar Kundera magyar hangja Vass Gábor - Cecil Thiré – Alex Kundera magyar hangja Koroknay Géza - Taumaturgo Ferreira – Lucas magyar hangja Rékasi Károly - Marcelo Faria – Elvis Presley Kundera - Zezé Polessa – Nana Zsurzs Kati - Flávia Alessandra – Tania - Luiz Carlos Arutin – Silas magyar hangja Elekes Pál - Maria Zilda Bethlem – Marisa Kundera Hámori Ildikó / Andresz Kati - Jonas Bloch – Jacques magyar hangja Varga T. József - Ingrid Borgoin – Yoko Ono - Chiquinho Brandao – Paulo "Grilo" Octávio - Diana Burle - Marta - Cinira Camargo – Milu - Felipe Carone – Baby Donatio - Yara Cortes – Norma - Márcia Couto – Glória - Denise Del Vecchio – Lia - Felipe Donavan – Armando - Gabriela Duarte – Olivia Kundera - Regina Duarte – Flora - Adriana Esteves – Tininha - Suzana Faíni – Cleyde Menszátor Magdolna - Henrique Farias – Ringo Star Kundera - Alexandre Frota – Raul - Maria Gladys – Loira | - Mário Gomes – Bira - Cissa Guimaraes – Rose - Vera Holtz – Irma Lamer - Igor Lage – John Lennon Kundera - Jacqueline Laurence – Simone - Rita Lee – Belatrix - Carol Machado – Jane Fonda Kundera - Ana Maria Magalhaes – Mercedes - Miguel Magno – Marvin Gaye - Rita Malot – Magali - Felipe Martins – Jacaré - Alexandra Marzo – Giulia - Evandro Mesquita – Saldanha - Drica Moraes – Cida - Marcello Novaes – Felipe - Rodrigo Penna – Alex Kundera Junior - Fábio Pilar – Wanderley - Suzy Rego – Carla - Joao Signorelli – Ataíde - Ilka Soares – Clarice - Eva Todor – Morgana - Jonas Torres – Arthur - Susana Vieira – Barbara Ellen - Gerson Brener - Antonio Grassi - Alexandre Marcos - Marilia Pera | - Mário Gomes – Bira - Cissa Guimaraes – Rose - Vera Holtz – Irma Lamer - Igor Lage – John Lennon Kundera - Jacqueline Laurence – Simone - Rita Lee – Belatrix - Carol Machado – Jane Fonda Kundera - Ana Maria Magalhaes – Mercedes - Miguel Magno – Marvin Gaye - Rita Malot – Magali - Felipe Martins – Jacaré - Alexandra Marzo – Giulia - Evandro Mesquita – Saldanha - Drica Moraes – Cida - Marcello Novaes – Felipe - Rodrigo Penna – Alex Kundera Junior - Fábio Pilar – Wanderley - Suzy Rego – Carla - Joao Signorelli – Ataíde - Ilka Soares – Clarice - Eva Todor – Morgana - Jonas Torres – Arthur - Susana Vieira – Barbara Ellen - Gerson Brener - Antonio Grassi - Alexandre Marcos - Marilia Pera |